# Euphrosyne
|  | Euphrosyne eller Eufrosyne er også navnet på en af de tre Charites i græsk mytologi; se Gratie |
|  | Den svenske forfatter Julia Nyberg anvendte Euphrosyne som pseudonym |
Sankt Euphrosyne fra Alexandria (5. århundrede) er en af mange legendariske jomfruer, som undgik ægteskab ved at klæde sig ud som en mand, for at kunne hellige sig et liv i cølibat og afholdenhed.
Hendes liv, som fortalt i Vitae Patrum, har mange kendetegn fra en helenistisk fortælling. Euphrosyne var den eneste datter af en rigmand, og hendes kærlige far ønskede, at hun skulle gifte sig med en holden ung mand. Hun havde dog allerede viet sit liv til Gud, og følte sig presset til at bryde den ed. Hun forklædte sig i herretøj, kaldte sig "Smaragdus", og blev optaget i et nærliggende kloster, hvor hun gjorde hurtige fremskridt mod et perfekt asketisk liv, under vejledning af abbeden. Da faderen bad om trøst for sit tab, sendte abbeden ham til den formodede unge mand Smaragdus. Faren fik således vejledning og syndsforladelse fra sin datter, som han ikke genkendte. Ikke før på sit dødsleje afslørede hun sandheden for sin far.

## Navnedage
Hendes navnedag er den 25. september i den græsk-katolske kirke og den 16. februar i den romersk-katolske kirke. Karmeliterordenen fejrer hende den dog den 11. februar, ligesom Euphrosyne denne dag er dagens navn i Danmark.